# Maya (Fernsehserie)
Maya ist eine US-amerikanische Fernsehserie, die auf dem Film Gefahr im Tal der Tiger aus dem Jahr 1966 basiert. Die Serie wurde zwischen 1967 und 1968 von King Brothers Productions und MGM Television für den US-amerikanischen Fernsehsender NBC produziert.

## Handlung
Der junge Terry Bowen kommt mit dem Schiff aus den Vereinigten Staaten nach Bombay in Indien, um seinen Vater Hugh Bowen zu besuchen, der am Hofe des Maharadschas als Jäger und Berater arbeitet. Als Terry erfährt, dass sein Vater nach einer Jagd als verschollen gilt und mutmaßlich von einem Tiger getötet wurde, flüchtet er vor den Behörden, die ihn in die Vereinigten Staaten zurückschicken wollen, und macht sich auf die Suche nach dem Vater.
Während der Suche lernt er den gleichaltrigen, indischen Waisenjungen Raji kennen und freundet sich mit ihm an. Die beiden Jungen begeben sich auf eine abenteuerliche Reise und werden dabei von der Elefantenkuh Maya begleitet, die der Serie ihren Namen gab. In der Serie wiederholten die Kinderdarsteller Jay North und Sajid Khan ihre Rollen, die sie bereits ein Jahr zuvor in Gefahr im Tal der Tiger spielten.
Jede Folge der Serie begann mit der gesprochenen Einleitung: „Young Terry Bowen arrives in India from America to join his father: great white hunter Hugh Bowen. But Bowen has been lost on a tiger hunt, and is presumed dead… although his body was not found. Convinced his father is alive, Terry escapes the authorities who would ship him back to America. Teaming up with two other fugitives, Raji, an orphaned Indian boy and Maya, his elephant, Terry Bowen searches for his missing father through the strange cities and dangerous jungles of India.“ (deutsch: „Der junge Terry Bowen kommt aus Amerika nach Indien, um seinem Vater zu folgen: Dem großen weißen Jäger Hugh Bowen. Aber Bowen ist auf einer Tigerjagd verschollen und wird für tot gehalten… obwohl seine Leiche nicht gefunden wurde. In der Überzeugung, dass sein Vater noch lebt, entkommt Terry den Behörden, die ihn nach Amerika zurückschicken wollen. Zusammen mit zwei anderen Flüchtlingen, Raji, einem indischen Waisenjungen, und Maya, seinem Elefanten, macht sich Terry Bowen auf die Suche nach seinem vermissten Vater durch die seltsamen Städte und gefährlichen Dschungel Indiens.“)

## Ausstrahlung und Episoden
Zwischen dem 16. September 1967 und dem 10. Februar 1968 wurden die einstündigen Folgen der Abenteuerserie samstagabends auf NBC ausgestrahlt. Insgesamt wurden 18 Folgen in einer Staffel produziert.
Im deutschen Sprachraum wurden 13 Folgen vom MGM Synchronisations-Atelier in Berlin synchronisiert und 1970 im ZDF gezeigt. Jay North wurde hierbei von Hans-Georg Panczak synchronisiert, Clint Walker von Joachim Nottke. In der neu synchronisierten Version aus dem Jahr 1987, die alle 18 Folgen umfasst und von RTL Television (damals RTLplus) in Auftrag gegeben wurde, wurden North von Matthias Hinze und Sajid Khan von Dennis Schmidt-Foß gesprochen. Die Serie wurde 1988 erneut auf RTLplus gezeigt und erst 1993 und 1994 auf RTL II wiederholt. Zwischen 2003 und 2011 wurde der Hauptfilm, nicht jedoch die Serie, mehrfach auf Das Erste, 3sat und verschiedenen dritten Regionalprogrammen der ARD gezeigt, seit 2019 war der Film auf dem Bezahlfernsehen-Sender TNT Film in unregelmäßiger Reihenfolge zu sehen. Der Film Gefahr im Tal der Tiger wurde erst nach dem Ende der Fernsehserie am 27. April 1975 erstmals im deutschen Fernsehen gezeigt.
| Folge | Deutscher Titel (ZDF)    | Deutscher Titel (RTL)        | Erstausstrahlung (DE) | Originaltitel                        | Erstausstrahlung   |
| ----- | ------------------------ | ---------------------------- | --------------------- | ------------------------------------ | ------------------ |
| 1     | Terry und Raji           | Der verlorene Vater          | 11. April 1970        | Blood Of The Tiger                   | 16. September 1967 |
| 2     |                          | Der Tyrann                   | 13. März 1987         | The Allapur Conspiracy               | 23. September 1967 |
| 3     |                          | Tigerboy                     | 9. April 1987         | Tiger Boy                            | 7. Oktober 1967    |
| 4     | Goldene Fische           | Goldener Rogen               | 2. Mai 1970           | The Caper Of The Golden Roe          | 14. Oktober 1967   |
| 5     | Der Abschied des Colonel | Angst um Maya                | 18. April 1970        | Twilight Of Empire                   | 21. Oktober 1967   |
| 6     | Prinz Ananda             | Der falsche Prinz            | 30. Mai 1970          | Will The Real Prince Please Get Lost | 28. Oktober 1967   |
| 7     | Ein böser Dämon          | Der Dämon von Kalameni       | 20. Juni 1970         | The Demon Of Kalameni                | 4. November 1967   |
| 8     |                          | Der Überfall                 | 25. März 1987         | The Khandur Urprising                | 18. November 1967  |
| 9     | In Ramabad               | Der Betrüger                 | 13. Juni 1970         | A Bus For Ramabad                    | 25. November 1967  |
| 10    |                          | Der Raub des goldenen Götzen | 3. April 1987         | The Root Of Evil                     | 2. Dezember 1967   |
| 11    |                          | Tödliche Reise               | 19. März 1987         | Deadly Passage                       | 9. Dezember 1967   |
| 12    | Natira                   | Der 16. Geburtstag           | 4. Juli 1970          | Natira                               | 23. Dezember 1967  |
| 13    | Der Zauberer Mirrcan     | Der Wanderzirkus             | 23. Mai 1970          | Mirrcan’s Magic Circus               | 6. Januar 1968     |
| 14    | Die Familie Ghat         | Die Rache                    | 25. April 1970        | The Son Of Gammu Ghat                | 13. Januar 1968    |
| 15    | Der Schatztempel         | Der Schatz im Tempel         | 9. Mai 1970           | The Treasure Temple                  | 20. Januar 1968    |
| 16    | Die Entführung           | Das falsche Opfer            | 16. Mai 1970          | The Ransom Of Raji                   | 27. Januar 1968    |
| 17    | Der arme Suchet          | Im letzten Augenblick        | 6. Juni 1970          | The Witness                          | 3. Februar 1968    |
| 18    | Der Arzt                 | Der Arzt                     | 27. Juni 1970         | The Legend Of Whitney Marham         | 10. Februar 1968   |

Im Jahr 2014 veröffentlichte Warner Bros. die Serie in englischer Sprache auf DVD (Region 1). Neun Folgen der Serie mit der deutschen Synchronisation von RTL aus dem Jahr 1987 erschienen am 28. August 2020 bei Pidax auf DVD, die übrigen neun Folgen wurden am 12. Dezember 2020 veröffentlicht. Die Serie ist inzwischen auch bei Streaming-Anbietern abrufbar.

## Hintergrund
Die Fernsehserie basiert lose auf dem Film Gefahr im Tal der Tiger, der am 26. Mai 1966 in die deutschen Kinos kam, und setzt die Geschichte des Films fort, der auf Ideen von Stirling Silliphant aufbaut und von Frank King produziert wurde, Teil des Filmproduzentenduos „The King Brothers“. Bei Maya führten mehrere Regisseure Regie: Marvin Chomsky, Hollingsworth Morse, Herbert Coleman und Allen Baron.
Die Musik zur Fernsehserie stammt von dem Komponisten Hans J. Salter und Hauptkameramann war der Deutsche Günther Senftleben. Die US-amerikanische Originalfassung der Serie, überwiegend an Originalschauplätzen wie Srinagar in Indien gedreht, wurde von Paul Frees nachsynchronisiert, der einen Großteil der Figuren einsprach, die von indischen Schauspielern und Komparsen dargestellt wurden. Sie enthielt Gastauftritte mehrerer bekannter indischer Charakterdarsteller wie Iftekhar, Prem Nath, Sudesh Issar und I. S. Johar.
In der Serie verkörperten die Kinderdarsteller Jay North, der als Dennis in der Sitcom Dennis, Geschichten eines Lausbuben bekannt wurde, und der junge indische Schauspieler Sajid Khan die Hauptfiguren. Der Elefant des von Khan verkörperten Raji, Maya, gab der Serie ihren Namen. Clint Walker kommt als Hugh Bowen in der Fernsehserie in keiner der Folgen vor und durch das vorzeitige Ende der Fernsehserie nach nur 18 Folgen wurde der Verbleib des Vaters nie aufgelöst.
Die japanische Sängerin Rajie entlieh ihren Künstlernamen der Figur Raji.